# Kasan-Phänomen
Das Kasan-Phänomen (russisch Казанский Феномен) ist ein in den 1980er Jahren entstandener Begriff zur Beschreibung der delinquenten (straftätigen) Jugendbewegung in der tatarischen Hauptstadt Kasan. Bereits in den 1960er und 1970er Jahren formierten sich dort mehrere kriminelle Jugendbanden, die von anfangs territorialen Platzkämpfen gegnerischer Banden zu größeren Straftaten übergingen. Diese Gruppen fanden immer größeren Zuwachs und bildeten im weiteren Verlauf überregional agierende Organisationen. Die Gründe dafür lagen in dem politischen und gesellschaftlichen Wandel, der sozialen Ungleichheit sowie in der überregionalen medialen Anteilnahme.

## Begriff
In den 1980er Jahren formte sich dieser Begriff zur Beschreibung krimineller Aktivitäten von Jugendbanden im Kasaner Stadtgebiet, aber auch in vielen anderen Unionsstädten. Die Herkunft des Begriffs lässt sich auf die von den Medien geschaffene Aufmerksamkeit zurückführen. Durch das besondere Interesse lokaler und anderer nationaler Journalisten fand das Phänomen von Kasan auch Einzug in die ausländische Literatur zur Beschreibung von straffälligen Straßenbanden in der ehemaligen Sowjetunion.

## Entstehung
Das Problem krimineller Jugendbanden gilt in Kasan im Vergleich zu anderen ehemaligen Unionsstädten als besonders gut erforscht. Die generelle Kriminalisierung der sowjetischen Gesellschaft und die kriminelle Chronik der Stadt gelten als eine der zahlreichen Faktoren, die Kasan zum Zentrum der kriminellen Jugendbewegung machten. Dazu kamen die Migration und das Städtewachstum im Zuge der Industrialisierung seit 1950, die sich besonders in einigen Städten der Wolgaregion vollzog. Durch die neu geschaffenen Arbeiterviertel entstand ein territorialer Zusammenhalt vor allem unter den Jugendlichen der einzelnen Bezirke. Der Mangel an einer sozialen Infrastruktur war besonders in den provinziellen Ballungszentren anzutreffen. Soziale und politische Einrichtungen, wie der Komsomol, entsprachen nicht den Bedürfnissen der Jugendlichen und hatten demnach kaum Einfluss. Die Wirtschaftsreformen in den 60er Jahren begünstigten den informellen Sektor und zogen die Schattenwirtschaft nach sich. Dadurch entstanden die sogenannten Racketeer[ing]-Banden, zumeist bestehend aus Jugendlichen eines bestimmten Gebiets. Ein weiteres Problem war die hohe Anzahl an Straßenkindern (Besprisorni), welche sich ebenfalls in Straßenbanden zusammenschlossen.
Durch den gesellschaftlichen Wandel in den letzten Jahren der UdSSR wurden die psychischen Prozesse der Heranwachsenden und ihre Identitätskrise verstärkt. Die Unsicherheit der Jugendlichen war besonders in den Regionen zu spüren, die sich zusätzlich mit ethnischen Identitätsfragen auseinandersetzen mussten, wie beispielsweise die Tataren, Tschuwaschen oder Kasachen. Neben den allgemeinen Werteverfall gesellten sich die Generationskonflikte, die sich aus der Konfrontation der ländlichen und städtischen Wertevorstellungen im Zusammenhang mit der industriellen Migration ergaben. Viele der Migranten hielten aber an einigen ihrer Traditionen fest, wie die stark territorial bedingten Kämpfe derewnja na derewnju (‘Dorf gegen Dorf’), welches Prinzip sie in ihre neuen Wohnorte trugen. Diese territorialen Kämpfe wurden im Verlauf zu der bedeutendsten Tätigkeit der kriminellen Jugendbanden.
Der gesellschaftliche und politische Wandel, die mangelnde soziale Infrastruktur in der Peripherie des Landes, die Versäumnisse der Regierung und die psychischen Prozesse der Jugend sorgten dafür, dass viele Heranwachsende Schutz in territorialen Peergroups suchten, die zu kriminellen Gangs heranwuchsen.

## Merkmale und Aktivitäten
In Kasan entwickelte sich ein bestimmter Typ einer Jugendbande (Kasanski Tip), welcher auch oft zur Beschreibung traditioneller Jugendbanden im russischsprachigen Raum verwendet wird. Zu den bekanntesten Banden zählten die Tjap-Ljap, Chadi Taktaš, Žilka, Pervaki und Boriskovy.
Die Gruppen umfassten mehrere Generationen und bestanden teilweise über mehr als 20 Jahre. Eines der Merkmale war die territoriale Prägung: Ausgehend von ihren Wohnblöcken bildeten die Jugendlichen durch freien Willen oder Zwang größere Zusammenschlüsse, die sich über ganze Mikrorayons erstrecken konnten. Nach Eintritt war nur noch ein Freikauf möglich. Dazu kamen die multiethnische Zusammensetzung und die unterschiedliche familiäre Herkunft der Mitglieder, die meist als Gopniki bezeichnet wurden. Hauptsächlich handelte es sich um männliche Mitglieder zwischen 10 und 30 Jahren. Ferner verfügten die Gruppen über eine hierarchische Struktur nach Alter und krimineller Erfahrung. Die Jüngeren (10–13) wurden als Schtscheluchi/salagi bezeichnet, welchen die supery (14–16), molodje (17–19) und stariki (20–35) folgten. An der Spitze standen die sogenannten awtoritety (Autoritäten), dedi oder karolja (Könige). Die obschtschije dewotschki waren Mädchen, die unter dem Gesetz der Gruppe standen. Als tschuschpan wurden Jugendliche ohne Bandenzugehörigkeit bezeichnet.
Zu ihren Hauptaktivitäten zählten die territorialen Kämpfe gegen andere Gruppen, sowie die Geldbeschaffung für die Kollektivkasse (obschtschak) zur finanziellen Unterstützung. Im späteren Verlauf kamen noch andere kriminellere Aktivitäten dazu. Alkohol und andere Drogen wurden vor allem den Jüngeren untersagt. Ferner gab es ein striktes Bestrafungssystem.

## Ausmaß und Entwicklung
Die politischen und gesellschaftlichen Veränderungen hatten Einfluss auf die strukturelle Entwicklung der jugendlichen Gruppierungen. In der Zeit der Industrialisierung bildeten die Jugendlichen Peergroups in den Wohnsiedlungen mit einem territorialen Bewusstsein. Mit der darauffolgenden Entwicklung der Schattenwirtschaft bis zum Einleiten der Perestroika wandelten sich diese zu organisierteren Banden mit teils wirtschaftlichen Zielen. In den 1980er Jahren war ⅓ der männlichen Jugendlichen Mitglied einer Jugendbande, wobei Kasan unter mehr als 100 Gruppen aufgeteilt worden sein sollte. In der Zeit des politischen Umschwungs wurde der informelle Sektor gestärkt, was die Straßenkriminalität und vor allem die Entstehung von territorialen (Racketeer-)Banden begünstigte. Jegliche Formen von Geschäften auf ihrem Gebiet beanspruchten diese Vereinigungen für sich. Durch die Übereinkunft 1992 „we don’t divide up the asphalt“ stabilisierte sich die Situation, jedoch wurden Ende der 90er Jahre noch mehr als 20 größere Gangs in Kasan verzeichnet.
Noch heute wird in Russland und in anderen ehemaligen Unionsstädten von kriminellen Jugendbewegungen berichtet, die sich aus den Ereignissen des Kasaner Phänomens entwickelt hatten oder mit diesen vergleichbar sind. So wurde Mitte der 80er Jahre oftmals von einem Übergreifen des Kasan-Phänomens auf andere Regionen der UdSSR berichtet. Darunter befanden sich nicht nur Städte entlang der Wolga (Uljanowsk, Wolschski, Tscheboksary, Dserschinsk, Joschkar-Ola), sondern auch andere Städte der RSFSR (Morschansk, Workuta, Ljuberzy, Petrosawodsk, Leninsk-Kusnezki, Komsomolsk am Amur, Tscheljabinsk, Lipezk) sowie anderer Sowjetrepubliken (Stepjanka (Minsk) in der belarussischen SSR und Schesqasghan in der kasachischen SSR). Davon wurden jedoch einige schon vor 1980 erwähnt. Neben Kasan formierte sich besonders in Ljuberzy eine starke kriminelle Subkultur.
Durch die mehrstufige Entwicklung der Banden entstanden aus einfacheren Peergroups organisierte und wirtschaftlich agierenden Gruppierungen, welche im Russischen unter dem Begriff der Organizovannaja prestupnaja gruppa (OPG) erfasst werden. Eine klare Grenze zwischen OPG und den Jugendbanden der 70er und 80er Jahre zu ziehen ist jedoch schwierig. Bei den oftmals erwähnten „Ablegern“ der Kasaner Banden handelte es sich aber meist schon um OPG, die sich in Moskau, mehr aber in St. Petersburg aufgrund des lukrativen Geschäfts niederließen, wo sie sich aber infolge der Überlegenheit der örtlichen Gruppierungen nicht halten konnten.
Aufgrund der positiven boomartigen wirtschaftlichen Entwicklung seit 2005 hat sich die Kriminalität stark reduziert. Kasan gilt heute als „Boomtown“ und der früher oft mafiöse informelle Sektor hat sich zur Keimzelle von Kleinunternehmen entwickelt.

## Mediale Darstellung und gesellschaftliche Rezeption
Kasan war aufgrund des Zusammenschlusses vieler ungünstiger Umstände eine der ersten Städte, nicht aber die einzige Stadt, in der sich in den 1970er und 1980er Jahren delinquente Jugendbanden bildeten. Jedoch lässt sich der Einfluss der Ereignisse von Kasan auf andere Städte nicht verneinen.

“Thus, the middle Volga region has been not only an area where gangs are widely found but a powerful center of gang formation that influences the rest of the country.”

Die Nachrichtenformate nahmen für die Verbreitung des Phänomens von Kasan eine bedeutende Funktion ein.

“There is the map (most likely, it is incomplete and approximate) of youth incidents in the country. And therefore Kazan, a city that is presently on everyone's lips, is no special ‘phenomenon’. It is just that more public attention has been drawn to it than to any other city thanks to numerous articles in the press.”

Durch die mediale Darstellung kam es zu einer Stigmatisierung der tatarischen Hauptstadt, die zu einer Panik in weiten Teilen der Bevölkerung führte.

“We believe that ‘Kazan-type’ youth criminal gangs became largely known and widespread in other cities of the former USSR not only due to social and economic factors but also as a result of moral panics formed by the local media which published articles about youth violence in 1985-1988.”

Dadurch wurde aber auch das Interesse der Behörden und Politiker geweckt, die die Bewegungen der heranwachsenden Generationen in falscher Weise oder gar nicht betrachtet hatten.

“Violent youth groups have long been the subject of social research in the western world, unlike in the former USSR, where issues related to youth violence, especially violent and criminal youth groups, were tabooed. It had been proclaimed that such activities can only be witnessed in Western Capitalist societies but not in Socialist ones; thus organised youth groups were not mentioned in Russian literature on juvenile delinquency before 1980 or were considered ‘informal groups’.”

Der Anschein der Normalität von Bandenmitgliedschaften und die gesellschaftlichen und politischen Umstände sorgten dafür, dass viele der Anwohner in Kasan die Situation als stabiler und sicherer beurteilten und sich bei Problemen oftmals an die territoriale Gang ihres Bezirks wandten. Dies lag zum einen auch an dem Verbot des Konsums von Alkohol und anderen Drogen für jüngere Mitglieder, zum anderen an dem Kodex über die Meidung unnötiger physischer Gewalt.